# Анима и анимус
Анима је, у Јунговој аналитичкој психологији, архетип друштвеног живота и женскости у несвесном код мушкарца, стечен кроз историјско искуство односа мушкараца са женама, али и као индивидуални садржај, развијен кроз процес индивидуације. Женски принцип – анима налази се у сваком мушкарцу. Она обухвата и персонификује матерински Ерос, односно психичке квалитете као што су интуиција, слутња, ћудљивост, склоност ирационалном.
Анимус је архетип мушког лика у несвесном делу личности жена, стечен кроз историјско искуство жена у односима са мушкарцима, али и кроз процес индивидуације конкретне личности. У психодинамској теорији К. Јунга мушки аспект женске личности који настаје акумулираним искуством жена у односима са мушкарцима. Он посредује између свесног „Ја” жене и њој непознате властите унутрашњости, њеног личног и колективног несвесног.